# La Oreja de Van Gogh
La Oreja de Van Gogh (gyakori rövidítése LODVG vagy LOVG) (spanyolul: Van Gogh füle) egy Latin Grammy-díj nyertes spanyol popegyüttes San Sebastiánból. Vincent van Gogh egy impresszionista festő volt, aki elvágta a saját fülcimpáját. A dalaik általában a szeretetről, a barátságról és bármi másról szóltak, ami a kapcsolatokban megtörténhet. A debütálásuk óta világszerte több, mint 6 millió lemezt adtak el a négy albumból.
2007 novemberében a banda énekesnője, Amaia Montero bejelentette, hogy otthagyja az együttest és szólókarrierbe kezd. Egy régebbi közlemény szerint Edurne lesz az új énekesnő, később kijelentették, hogy mindez csak megtévesztés volt.

## Érdekességek
- A "Dulce Locura" számukat felvették The Sims nyelven is (Simlish), s megtalálható a spanyol The Sims 2 Pets verzióban.
- A Guapa albumuk az első, amelyiken egyetlen tag se látható a lemez borítóján.
- A havannai óváros Öreg Terén klipet forgattak Eros Ramazzottival.[2]

## Albumok
| Album | Információk |
| ----- | --- |
|       | Dile Al Sol - Megjelent: 1998. május 12. - Eladott lemezek: 1 millió - Eladott lemezek Spanyolországban: 700 000 (7x Platinum) - Dalok: - 1998 "El 28" – #8 (SPA) - 1998 "Soñaré" – #1(SPA) - 1998 "Cuéntame Al Oído" – #1 (SPA) - 1999 "Pesadilla" – #8 (SPA) - 1999 "Dile Al Sol" – #11 (SPA) - 1999 "Qué Puedo Pedir" – #21 (SPA) - 1999 "El Libro" – #33 (SPA) - 2000 "La estrella y la luna" |
|       | El Viaje De Copperpot - Megjelent: 2000. szeptember 9. - Eladott lemezek: 2 millió - Eladott lemezek Spanyolországban: 1 200 000 (12x Platinum) - Dalok: - 2000 "Cuídate" #1 (MEX – 3 hétig) - 2000 "París" – #1 (MEX – 1 hétig), #11 (SPA) - 2001 "La Playa" – #30 (USA Latin), # 1 (SPA), #1 (MEX – 2 hétig) - 2001 "Pop" – #8 (MEX), #17 (SPA) - 2001 "Soledad" - 2001 "Mariposa" - 2002 "La Chica Del Gorro Azul" - 2002 "Tu Pelo" |
|       | Lo Que Te Conté Mientras Te Hacías La Dormida - Megjelent: 2003. április 28. - Toplisták: - # 1 (SPA – 7 hétig) - # 1 (MEX) - # 9 (US Latin) - Eladott lemezek: 1,5 millió - Eladott lemezek Spanyolországban: 600 000 (6x Platinum) - Amerikában eladott lemezek: 100 000 - Dalok: - 2003 "Puedes Contar Conmigo" – # 1 (SPA – 2 hétig), #5 (USA Latin), #1 (MEX) - 2003 "20 De Enero" – # 1 (SPA) - 2003 "Rosas" – # 1 (SPA – 2 hétig), #4 (USA Latin), #1 (MEX) - 2003 "Deseos De Cosas Imposibles" – #4 (SPA), #21 (USA Latin) - 2004 "Vestido Azul" – # 1 (SPA) - 2004 "Geografía" – #6 (SPA) - 2004 "Historia De Un Sueño" – #15 (SPA) - 2004 "Bonus Track" – #9 (SPA) - 2005 "Nadie Como Tu |
|       | Guapa - Megjelent: 2006. április 25. - Újra megjelent:2006. december 4. - Toplisták: - # 1 (SPA – 10 hétig) - # 1 (MEX – 2 hétig) - # 5 (US Latin) - # 20 (WW) - Eladott lemezek: 2 250 000/1,5 millió - Eladott lemezek Spanyolországban: 560 000 (7 x Platinum) - Dalok: - 2006 "Muñeca De Trapo" – # 1 (SPA – 2 hétig), #12 (U.S.Latin), #2 (MEX), #1 (CHILE) - 2006 "Dulce Locura" – #1 (SPA – 3 hétig), #37 (U.S.Latin), #7* (MEX), #5 (CHILE) - 2006 "Perdida" – #45 (SPA) (csak a zene csatornákon) - 2006 "En Mi Lado Del Sofá" – #1* (SPA – 2 hétig) - 2006 "Amores Dormidos" |

## Filmográfia
- 1999 – Dile al sol VHS
- 2002 – La Oreja De Van Gogh VHS & DVD
- 2003 – Lo Que Te Conté Mientras Te Hacías La Dormida, Gira 2003 CD+DVD